# Terra Roxa (Paraná)
Terra Roxa est une municipalité brésilienne située dans l'État du Paraná.